# Patty Wagstaff
Patricia Rosalie Kearns Combs detta Patty Wagstaff (Saint Louis, 11 settembre 1951) è un'aviatrice statunitense, tra i più famosi piloti aerei acrobatici al mondo.

## Biografia

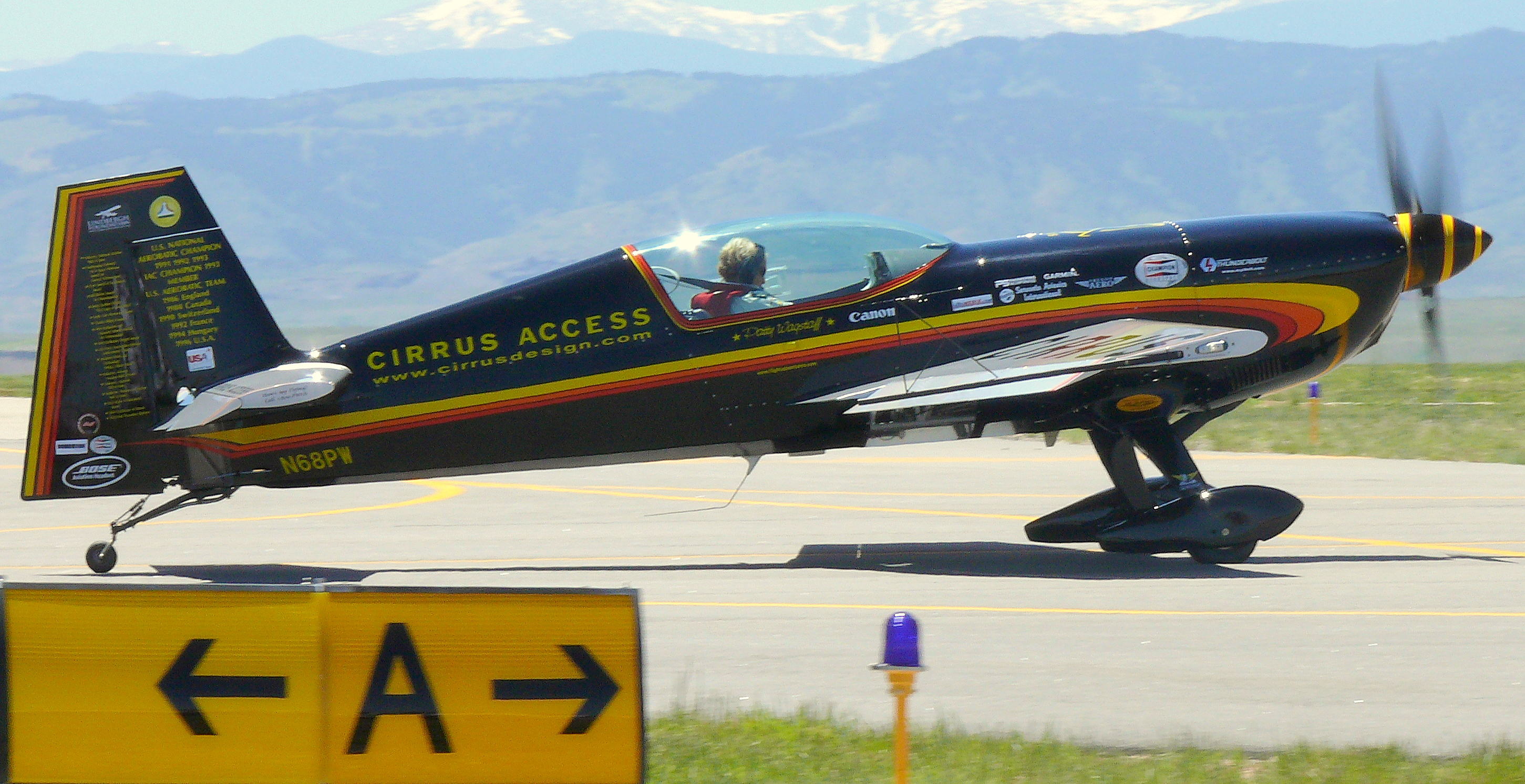
Patty Wagstaff a bordo del suo Extra 300 all'aeroporto di Rocky Mountain.

Figlia di un pilota della Japan Airlines, Patty si appassionò fin da bambina al volo. Prese le prime lezioni su un Cessna 185 e, negli anni, conseguì svariati brevetti per pilotare vari modelli di aereo. La sorella Toni divenne pilota commerciale per la Continental Airlines.
Nel 1985, la Wagstaff entrò nel team aereo acrobatico statunitense, in cui rimase fino al 1996, vincendo svariate medaglie in competizioni a livello mondiale. Nel 1987 vinse il "Rolly Cole memorial award" per i suoi meriti sportivi, e nel 1991 vinse il primo dei suoi tre campionati nazionali. Nel 1993 vinse il titolo dell'International Aerobatic Club. Nel 1994 il suo aereo Extra 260 fu collocato accanto al Lockheed Vega di Amelia Earhart al National Air and Space Museum.
Dal 1988 al 1994, vinse sei volte di fila il premio First Lady of Aerobatics.
Nel 1996 la Wagstaff fu la migliore pilota statunitense ai mondiali di acrobazia aerea.
Nel 1997 fu eletta alla Arizona Aviation Hall of Fame e alla International Women's Aviation Hall of Fame.  Nel 2004 fu eletta alla National Aviation Hall of Fame e nel dicembre 2006 alla International Council of Air Shows Foundation Hall of Fame.
Residente a St. Augustine, in Florida, la Wagstaff lavora ancora al 2025 come pilota acrobatico, stuntwoman per film, consulente ed istruttrice di volo. È membro emerito del board del National Air and Space Museum. Nei suoi spettacoli di acrobazia, pilota velivoli Extra, T-6, P-51 Mustang ed altri. Ha inoltre pilotato un OV-10 Bronco operando come pilota per l'estinzione di incendi boschivi in California.
Patty Wagstaff e i suoi aerei sono presenti in varie edizioni di Microsoft Flight Simulator.
La Wagstaff è solita recarsi da sola agli show in cui deve esibirsi, pilotando il suo Beechcraft K-35 privato.